# Résidence Bush

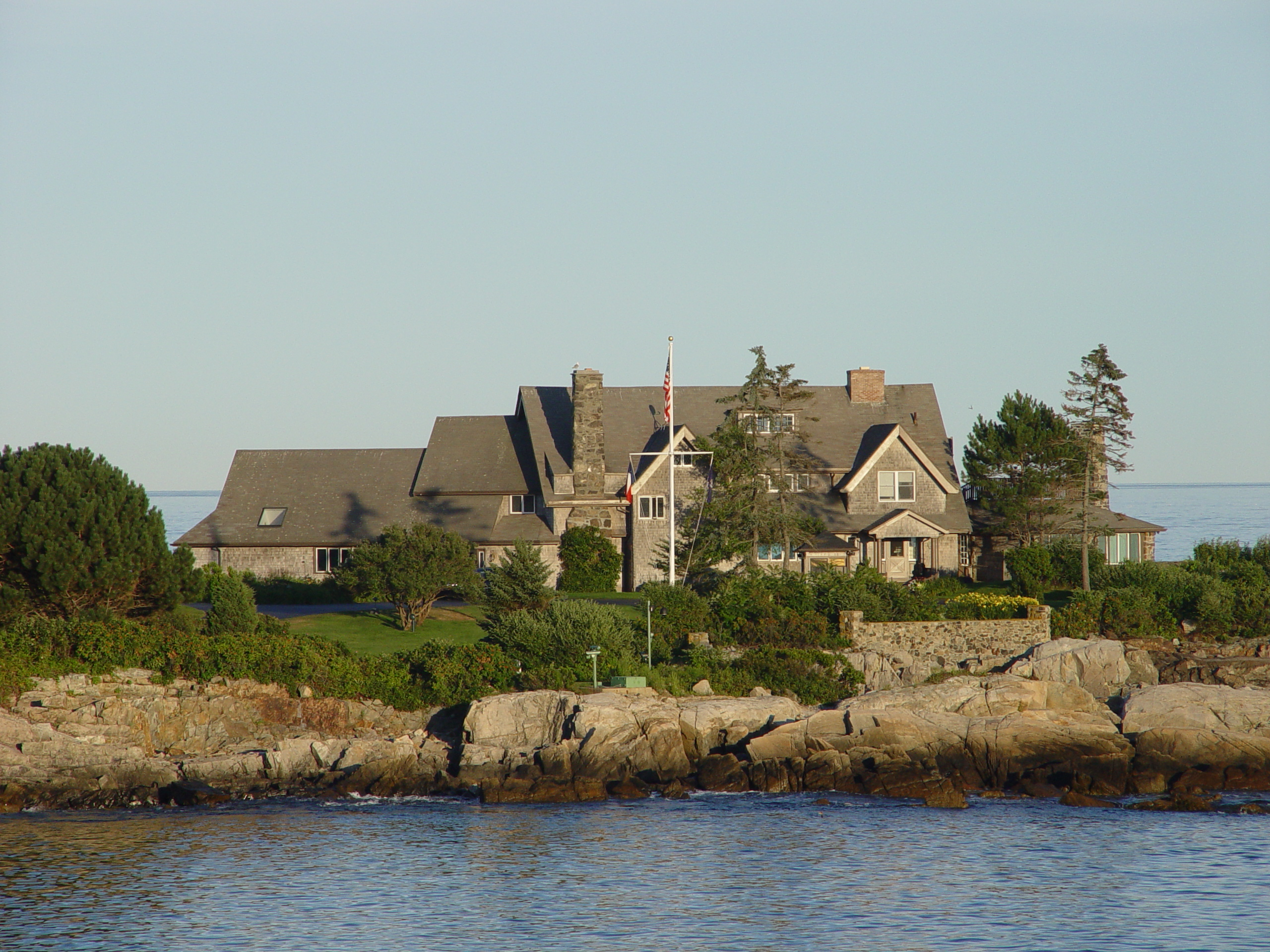
La résidence de la famille Bush.

La Résidence Bush est le pavillon d'été du 41e président des États-Unis, George H. W. Bush situé à Kennebunkport dans l'État du Maine. Il se trouve à Walker's Point (« Le point du Marcheur », précédemment connu sous le nom de Point Vesuvius). Il comporte un parc urbain appartenant à la ville de Kennebunkport, appelé Damon Park. Le point du Marcheur fait saillie dans l'Océan Atlantique. La propriété est le refuge[Quoi ?] famille Bush depuis plus d'un siècle.